# Ceratozamia hildae
Ceratozamia hildae je druh cykasu z čeledi zamiovité (Zamiaceae). Pochází z Mexika. Rodový název je odvozen z řečtiny, kde ceras, znamená roh a zamia šišku borovice (z řec. azaniae). Toto označení se odkazuje na párové špičaté výrůstky na samčích i samičích šupinách šištic všech druhů ceratozamií.

## Popis
Listy druhu Ceratozamia hildae jsou až 1,5 m dlouhé. Lístky se na nich sdružují do skupin, čímž se odlišují od všech známých cykasů. Podobně jako všechny cykasy je Ceratozamia hildae rostlina dvoudomá. Plodí tedy odlišné samčí a samičí šišky.

## Ochrana
Ceratozamia hildae je mexickým endemitem a je zapsána na Červeném seznamu IUCN, jedná se o druh ohrožený ztrátou životního prostředí. Všechny ceratozamie navíc spadají na hlavní seznam ohrožených druhů CITES I. Je proto kontrolován obchod s rostlinami i semeny.